# حركة نيفر ترامب
بدأت حركة نيفر ترمب (لا لترمب)، التي يطلق عليها أيضًا اسم حركة #نيفر ترمب، أو أوقفوا ترمب، أو معارضة ترمب، أو تخلصوا من ترمب، كمحاولة من قبل مجموعة من الحزب الجمهوري وغيرهم من المحافظين البارزين (المعروفين باسم الجمهوريين المعارضين لترمب) لمنع المرشح الجمهوري الأول - والذي أصبح حاليًا الرئيس السابق للولايات المتحدة دونالد ترمب، من الحصول على ترشيح الحزب الجمهوري للرئاسة وبعد ذلك منعه من الترشيح للرئاسة في الانتخابات الرئاسية الأمريكية لعام 2016. بقي 20 في المائة من أعضاء الكونغرس الجمهوريين غير مؤيدين لترمب في الانتخابات العامة. بعد انتخاب ترمب في نوفمبر 2016، أعاد بعض الاعضاء في الحركة تركيز جهودهم على هزيمة ترمب في عام 2020.
دخل ترمب الانتخابات التمهيدية للحزب الجمهوري في 16 يونيو عام 2015، في الوقت الذي اعتبر فيه المحافظين جيب بوش، وسكوت ووكر، والسناتور ماركو روبيو أنهم صدارة المرشحين. اعتبر فوز ترمب بالترشيح طريقًا شاقًّا، لكن التغطية الإعلامية الكبيرة التي قام بها منحته فرصةً لنشر رسالته والظهور في مناظرات الجمهوريين. بحلول نهاية عام 2015، تقدم ترمب الساحة الجمهورية في استطلاعات الرأي الوطنية. في هذه المرحلة، دعا بعض الجمهوريين، مثل أليكس كاستيلانوس، مستشار ميت رومني السابق، إلى «هجوم إعلامي سلبي» ضد ترمب وقام مساعد سابق أخر لرومني بتأسيس مجموعة مبادئنا بّي إيه سي لمهاجمة ترمب.
بعد فوز ترمب في الانتخابات التمهيدية في ولايتي نيوهامبشير وكارولاينا الجنوبية، دعا العديد من القادة الجمهوريين الحزب إلى الاتحاد حول زعيم واحد لوقف ترشيح ترمب، واكتسبت حركة نيفر ترمب (لا لترمب) زخمًا بعد فوز ترمب في 15 مارس عام 2016 في الانتخابات التمهيدية في يوم الثلاثاء الكبير، بما في ذلك انتصاره على روبيو في فلوريدا. بعد انسحاب السناتور تيد كروز من السباق عقب فوز ترمب في الانتخابات التمهيدية في ولاية إنديانا في 3 مايو 2016 عام، أصبح ترمب المرشح المحتمل في حين بقيت المعارضة الداخلية لترمب موجودة حيث تمحورت العملية حول الانتخابات العامة.
أصبح ترمب مرشح الحزب الجمهوري لمنصب الرئيس في عام 2016 في 18 يوليو عام 2016، بعد محاولات فاشلة من قبل بعض المندوبين في المؤتمر الوطني للحزب الجمهوري لمنع ترشيحه. وأيد بعض أعضاء حركة نيفر ترمب مرشحين بديلين في الانتخابات العامة، مثل المرشحة الديمقراطية هيلاري كلينتون، والمرشح الليبرتاري غاري جونسون، والمحافظ المستقل إفان ماكمولين، ومرشح حزب التضامن الأمريكي مايك ماتورن.

## اجتماع إريكسون
في 17 مارس عام 2016، التقى المحافظون المناهضون لترمب في نادي الجيش والبحرية في واشنطن العاصمة، لمناقشة استراتيجيات منع ترمب من الحصول على الترشح للرئاسة في المؤتمر الوطني للحزب الجمهوري في يوليو. ومن بين الاستراتيجيات التي نوقشت كانت «بطاقة الوحدة»، ووجود مرشح ثالث محتمل، واتفاقية متنازع عليها، خاصةً في حال لم يكسب ترمب المندوبين الـ1237 الضروريين لحصوله على الترشيح.
وقد نظم إريك إريكسون، وبيل ويتشترمان، وبوب فيشر الاجتماع. حضر الاجتماع حوالي أربع وعشرون شخصًا. توصلوا إلى إجماع على أنه يمكن منع ترشيح ترمب وستبذل الجهود للبحث عن بطاقة موحدة، ربما تضم كروز وجون كيسيك حاكم أوهايو.

## المساعي

### من قبل المنظمات السياسية
شاركت مجموعة مبادئنا بّي إيه سي ومنظمة نادي التطوير في محاولة منع ترشيح ترمب. أنفقت منظمة مبادئنا بّي إيه سي أكثر من 13 مليون دولار على الإعلانات المهاجمة لترمب. أنفق نادي التطوير 11 مليون دولار في محاولته لمنع ترمب من أن يصبح مرشح الحزب الجمهوري.

### من قبل الأفراد
ناقش كارل روف، في مأدبة غداء في فبراير 2016 حضرها المحافظون والمانحون الجمهوريون، خطورة حصول ترمب على ترشيح الحزب الجمهوري بحلول يوليو، وأنه بالإمكان منعه ولكن ليس هناك متسعٌ من الوقت.
في أوائل مارس 2016، وجه رومني، المرشح الجمهوري للرئاسة لعام 2012، بعض مستشاريه للبحث عن طرق لمنع ترمب من الحصول على الترشيح في المؤتمر الوطني الجمهوري (آر إن سي). كما ألقى رومني كلمة رئيسية حث فيها الناخبين على التصويت لصالح المرشح الجمهوري الذي من المرجح أن يمنع ترمب من الحصول على ممثلين في الانتخابات التمهيدية للولاية. بعد بضعة أسابيع، أعلن رومني أنه سيصوت لصالح تيد كروز في المؤتمرات الحزبية للحزب الجمهوري في ولاية يوتا. ونشر على صفحته على فيس بوك: «اليوم، هناك منافسة بين الترمبية والجمهوريين. ومن خلال تصريحات زعيمها المحسوبة، أصبحت الترمبية مرتبطة بالعنصرية، وكراهية النساء، والتعصب الأعمى، وكراهية الأجانب، والسوقية، ومؤخرًا التهديدات والعنف. أنا مستاء من كل صفة من هذه الصفات». ومع ذلك، قال رومني في وقت مبكر إنه سوف «يدعم المرشح الجمهوري»، لكنه لا «يعتقد أن هذا المرشح سيكون دونالد ترمب».
تحول موقف السيناتور ليندسي غراهام المعارض لكل من تيد كروز وترمب إلى دعم كروز في نهاية المطاف كونه بديل أفضل لترمب. وتعليقًا على ترمب، قال غراهام: «لا أعتقد أنه جمهوري، ولا أعتقد أنه محافظ، أعتقد أن حملته مبنية على كراهية الأجانب، والاستمالة العرقية، والتعصب الديني. وأعتقد أنه سيكون كارثة بالنسبة لحزبنا، وبما أن السناتور كروز لم يكن خياري الأول، أعتقد أنه جمهوري محافظ يمكنني دعمه». بعد أن أصبح ترمب المرشح المنتظر في مايو، أعلن غراهام أنه لن يدعم ترمب في الانتخابات العامة، قائلًا: «لا أستطيع، أن أدعم دونالد ترمب، بضمير حي، لأنني لا أعتقد أنه جمهوري محافظ يستحق الثقة ولم يبدي محاكمة عقلية ونقائبًا تؤهله ليكون القائد الأعلى للقوات المسلحة». لكن خلال فترة رئاسة ترمب، أصبح غراهام أحد أكثر مؤيدي ترمب حماسةً في مجلس الشيوخ.
في أكتوبر عام 2016، قام بعض الأفراد بالتصويت لأطراف ثالثة على تطبيقات الهاتف المحمول ومواقع الويب للمساعدة حركة أوقفوا ترمب. على سبيل المثال، ففي حال أراد أحد سكان كاليفورنيا التصويت لكلينتون سيصوت بدلًا عن ذلك لصالح جيل ستاين، وفي المقابل سيصوت أحد مؤيدي ستاين في ولاية متأرجحة لكلينتون. أنشأت محكمة الاستئناف الدائرة التاسعة في قضية عام 2007 بورتر ضد بوين المتاجرة بالأصوات ليكون حق من حقوق التعديل الأول لدستور الولايات المتحدة.
رفض الرئيسان الجمهوريان السابقان جورج بوش الأب وجورج بوش الابن دعم ترمب في الانتخابات العامة، حيث ورد أن بوش الأب صوّت لصالح منافسة ترمب هيلاري كلينتون.

#### الجمهوريون الذين تركوا الحزب معارضةً لإدارة ترمب
ترك العديد من الجمهوريين البارزين الحزب معارضة للإجراءات التي اتخذتها إدارة ترمب.
- جو سكاربورو (مضيف برنامج مورنينغ جو).
- جورج ويل (كاتب عمود محافظ).
- ماكس بوت (كاتب عمود محافظ).
- ريتشارد بينتر (محامي بوش للأخلاقيات).
- ستيف شميت (استراتيجي الحزب الجمهوري وكبير مساعدي جورج دبليو بوش).
- جينيفر روبين (مؤلفة مدونة «رايت تيرن» لصحيفة واشنطن بوست).
- وليام كريستول (محلل سياسي من تيار المحافظين الجدد).
- كولن باول (وزير خارجية سابق للولايات المتحدة).
- جو والش (نائب سابق ومضيف إذاعي).